# Christian Günther (Politiker, 29. Dezember 1886)

Christian Günther

Christian Günther (* 29. Dezember 1886 in Wüstwillenroth; † 15. März 1953 ebenda) war ein deutscher Politiker (DVP).

## Leben und Wirken
Nach dem Besuch der Volksschule in Wüstwillenroth arbeitete Günther auf dem landwirtschaftlichen Betrieb seiner Eltern. Von 1907 bis 1909 gehörte er der 7. Kompanie des Garde-Grenadier-Regiments 5 in Spandau an. Von 1914 bis 1918 nahm Günther mit verschiedenen Truppenteilen des 18. Armeekorps am Ersten Weltkrieg teil. 
Nach seiner Rückkehr aus dem Krieg trat Günther der 1918 gegründeten Deutschen Volkspartei (DVP) Gustav Stresemanns bei. 1919 wurde er Bürgermeister von Wüstwillenroth, 1920 außerdem Mitglied des Kreistages Gelnhausen.
Von Mai 1928 bis September 1930 saß Günther als Abgeordneter der DVP für den Wahlkreis 19 (Hessen-Nassau) im Reichstag.
Günther war ferner Mitglied der Landwirtschaftskammer von Kassel und vereidigter landwirtschaftlicher Sachverständiger seines Heimatbezirkes sowie Mitarbeiter der Raiffeisenorganisation und Vorstandsmitglied des Landbundes.